# Clastotoechus nodosus
Clastotoechus nodosus is een tienpotigensoort uit de familie van de Porcellanidae. De wetenschappelijke naam van de soort is voor het eerst geldig gepubliceerd in 1872 door Streets.